# Риваз, Франсуа Исаак де
Франсуа Исаак де Риваз (фр. François Isaac de Rivaz; 19 декабря 1752 — 30 июля 1828) — французский изобретатель, автор одного из первых в истории двигателей внутреннего сгорания (1807) и первого автомобиля с двигателем внутреннего сгорания (1807).

## Биография
Франсуа Исаак родился в Париже в семье выходцев из швейцарского кантона Вале. В 1763 году семья переехала в Мутье. Неизвестно, в какой школе обучался будущий изобретатель, однако известно, что он хорошо знал латынь, математику, геометрию и механику. Он также работал землемером и нотариусом в Вале.
Риваз служил в швейцарской армии и дослужил до звания майора.

## Изобретения

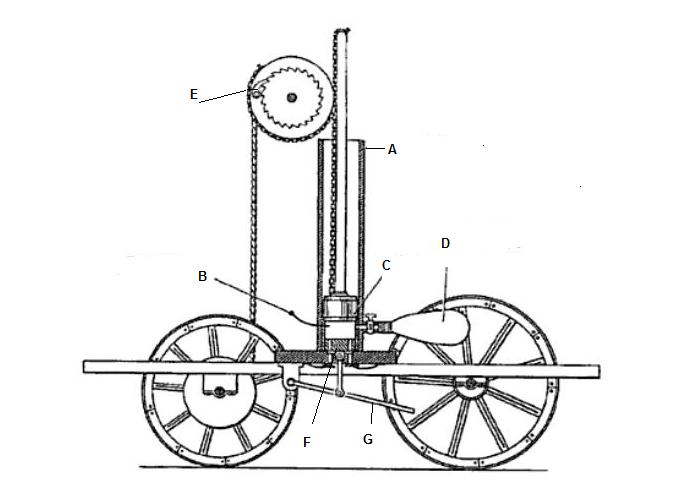
Самодвижущийся экипаж де Риваза (1807)

Изобретатель Исаак де Риваз занимался созданием двигателя внутреннего сгорания, способного работать на смеси водорода и кислорода, известного ныне как двигатель де Риваза.
В 1807 году он подал заявку на патент под названием «использование взрыва светильного газа или иных взрывающихся материалов как источника энергии в двигателе». И в том же году построил самодвижущийся экипаж, приводимый в движение подобным мотором. Кроме того, де Риваз экспериментировал с паромобилями.
Однако, известны и более ранние его работы. Так около 1780 года де Риваз разработал собственную типографскую машину, с 1782 года вел исследования по паровой машине, по движению лодок, промышленной химии (солевой раствор, селитра, кислоты).